# Popolo
Le Popolo désigne une partie de la population urbaine de l'Italie communale. Il apparaît, selon les villes, entre le XIIe et le XIIIe siècles. On peut le définir comme désignant l'ensemble de la population urbaine qui n'appartient pas à la noblesse (milites). Il est donc composé essentiellement de marchands enrichis par l'essor commercial des villes d'Italie entre le XIe et le XIVe siècle.
On peut distinguer d'une part le Popolo grasso, qui regroupe les riches marchands (banquiers, notaires…), du Popolo minuto, qui comprend plutôt les petits artisans et d'autre part, selon les villes, le Popolo fondé sur les Arts (Florence) et le Popolo fondé sur la milice urbaine.
Le Popolo prend graduellement le pouvoir dans la plupart des communes italiennes entre 1230 et 1260, souvent allié avec les guelfes. Il met en place des institutions qui lui sont propres : capitaine du peuple, milices (militias), Conseil des Anciens, Prieur… Le premier capitaine connu est nommé à Parme en 1244 et dès 1250 on en trouve des traces à Florence et à Plaisance. Le régime populaire de Florence a particulièrement marqué l'imaginaire.
La domination du popolo sert les intérêts des marchands, des banquiers et d’une partie de l’aristocratie, qui après avoir manipulé le populo minuto afin de mener à bien la mutation du pouvoir, le renvoie à sa pauvreté initiale ou à l’absence de représentation politique. À la fin du XIIIe et au début du XIVe siècle, le popolo se ferme et devient une nouvelle classe dirigeante, qui devient plus cloisonnée. S’ensuivent des troubles et des violences dans les communes populaires, qui dès le XIVe siècle, incapables de faire face à leurs divisions internes, se tournent vers des régimes d’oligarchie et de signorie.

## Sources